# Noventa Padovana
Noventa Padovana is een gemeente in de Italiaanse provincie Padua (regio Veneto) en telt 10226 inwoners (31-12-2007). De oppervlakte bedraagt 7,2 km², de bevolkingsdichtheid is 1426 inwoners per km².

## Demografie
Noventa Padovana telt ongeveer 3649 huishoudens. Het aantal inwoners steeg in de periode 1991-2001 met 7,7% volgens cijfers uit de tienjaarlijkse volkstellingen van ISTAT.
| Jaar | Inwoneraantal |
| ---- | ------------- |
| 1991 | 7508          |
| 2001 | 8083          |

## Geografie
De gemeente ligt op ongeveer 13 m boven zeeniveau.
Noventa Padovana grenst aan de volgende gemeenten: Padova, Stra (VE), Vigonovo (VE), Vigonza.